# Charles I. Stengle

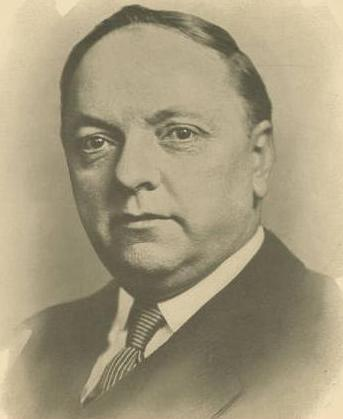
Charles I. Stengle in 1922

Charles Irwin Stengle (* 5. Dezember 1869 in Savageville, Virginia; † 23. November 1953 in Shaftos Corner, New Jersey) war ein US-amerikanischer Politiker. Zwischen 1923 und 1925 vertrat er den Bundesstaat New York im US-Repräsentantenhaus.

## Werdegang
Charles Irwin Stengle wurde ungefähr drei Jahre nach dem Ende des Bürgerkrieges in Savageville geboren. Er besuchte öffentliche Schulen. 1890 graduierte er am Goldey College (heute Goldey–Beacom College) in Wilmington (Delaware). Stengle saß 1898 im Repräsentantenhaus von Delaware. Zwischen 1910 und 1917 ging er Zeitungsarbeit in Norfolk und Fredericksburg (Virginia) sowie New York City nach. Am 1. Januar 1918 wurde er Secretary in der Municipal Civil Service Commission in New York City – eine Stellung, die er bis zu seinem Rücktritt am 1. Januar 1923 innehatte. Politisch gehörte er der Demokratischen Partei an.
Bei den Kongresswahlen des Jahres 1922 wurde Stengle im sechsten Wahlbezirk von New York in das US-Repräsentantenhaus in Washington, D.C. gewählt, wo er am 4. März 1923 die Nachfolge von Frederick W. Rowe antrat. Da er auf eine erneute Kandidatur im Jahr 1924 verzichtete, schied er nach dem 3. März 1925 aus dem Kongress aus.
Präsident Calvin Coolidge ernannte ihn 1925 zum Lieutenant Colonel in den Specialist Reserves, welche dem Adjutant General’s Office untersteht. Stengle war als Redakteur für die National Farm News tätig. Ferner war er von 1934 bis zu seiner Pensionierung im August 1953 als Legislative Representative der American Federation of Government Employees (AFGE) tätig. Er verstarb am 23. November 1953 in Shaftos Corner und wurde dann auf dem Monmouth Memorial Park beigesetzt.